# Trochosodon pacificum
Trochosodon pacificum är en mossdjursart som beskrevs av Lu 1991. Trochosodon pacificum ingår i släktet Trochosodon och familjen Biporidae. Inga underarter finns listade i Catalogue of Life.